# Socompa
Socompa – stratowulkan w Andach na granicy argentyńsko-chilijskiej. Socompa jest znany z częstych lawin i osuwisk. Wulkan jest trudno dostępny. Dojazd wymaga dużej ilości czasu tak samo jak wspinaczka na szczyt.
Pierwszego wejścia dokonał Federico Reichert 6 maja 1905 r.